# Alinea luciae
Alinea luciae o eslizón de Santa Lucía fue una especie de escamosos de la familia Scincidae.

## Distribución geográfica
Es endémica de Santa Lucía.

## Extinción
Una de las causas de su extinción por la pérdida de su hábitat natural.